# Quercus berberidifolia
Quercus berberidifolia — вид рослин з родини букових (Fagaceae); поширений у Каліфорнії, США й Нижній Каліфорнії, Мексика.

## Опис
Це невеликий напіввечнозелений чагарник від 1.5 до 4.5 м, з кількома стовбурами. Цей вид уникає посухи завдяки глибокій кореневій системі. Кора сіра, луската. Гілочки сірі або іржаві, жорсткі. Листки 1.5–3 × 1–2 см, від еліптичних до зворотно-яйцюватих; основа усічена або дистанційно закруглена; верхівка дещо загострена; краї зубчасті, колючі (2–7 пар зубів); зверху блискуче зелені та голі; сірувато-зелені, воскові, слабо запушені; ніжка листка волохата, 2–4 мм завдовжки. Жолуді 1.5–3 см, поодинокі або парні, бочкоподібні, коричневі; дозріває 1 рік.
Цвіте навесні.

## Середовище проживання
Ендемік узбережжя Каліфорнії, США (у т. ч. присутній на Канальних островах) й півночі Нижньої Каліфорнії, Мексика.
Зростає в чапаралях, дубових рідколіссях і хвойних рідколіссях; на висотах 100–1800 м.

## Використання
Це важливий корм для оленів. Багато видів ссавців та птахів використовують в їжу жолуді. Рослина служить як тепловий захист і для місцевих видів, і для худоби.

## Загрози й охорона
В даний час видається, що найбільшою загрозою для Quercus berberidifolia є його часта гібридизація з багатьма іншими видами білих дубів у Каліфорнії. Деякі приклади включають: Q. dumosa, Q. durata, Q. john-tuckeri, Q. turbinella, Q. engelmannii, Q. lobata, Q. garryana.